# Эффект Фарриса
Эффект Фарриса — снижение вязкости при смешении двух концентрированных суспензий (см. рис.).

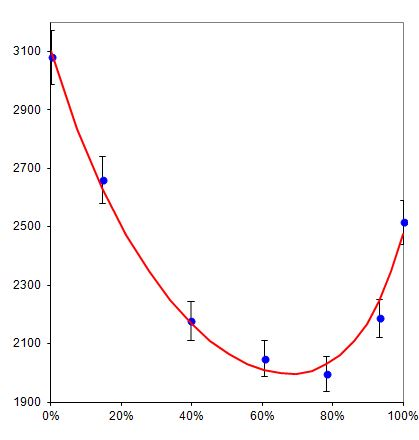
Зависимость вязкости от соотношения объемов смешиваемых суспензий. Точки — эксперимент, кривая — формула.

Количественно эффект Фарриса удовлетворительно описывается полуэмпирической формулой:
{\displaystyle {\frac {1}{\eta }}=1-{\frac {\varphi _{1}{\bigl (}1-{\tfrac {1}{\eta _{1}}}{\bigr )}^{3}+K^{2}\varphi _{2}{\bigl (}1-{\tfrac {1}{\eta _{2}}}{\bigr )}^{3}}{[\varphi _{1}{\bigl (}1-{\tfrac {1}{\eta _{1}}}{\bigr )}^{3}+K^{3}\varphi _{2}{\bigl (}1-{\tfrac {1}{\eta _{2}}}{\bigr )}^{3}]^{2/3}}}},
где {\displaystyle \eta } — относительная вязкость суспензии (отношение вязкости суспензии к вязкости дисперсионной среды), {\displaystyle \varphi _{1}} и {\displaystyle \varphi _{2}} — объемные доли смешиваемых суспензий {\displaystyle {\bigl (}\varphi _{1}+\varphi _{2}=1{\bigr )}}, {\displaystyle \eta _{1}} и {\displaystyle \eta _{2}} — их относительные вязкости, K — произвольный параметр, выбираемый ad hoc таким образом, чтобы теоретическая кривая оптимальным образом прошла через экспериментальные точки (см. рис.).
Эта формула выведена из следующих модельных представлений:
— частицы твердой фазы адсорбируют на своей поверхности растворитель, из-за чего их эффективный размер возрастает;
— эти частицы сужают просвет текучего слоя жидкости на величину своего эффективного размера, из-за чего возрастает вязкость суспензии.